# Klaus Hübner
Klaus Hübner, nascut el 1953, va estudiar Filologia alemanya, Ciències de comunicació i Història a Erlangen i Múnic i es va doctorar en Filologia amb una tesi sobre el Werther de Goethe. Ha estat lector del Servei Alemany d'Intercanvi Acadèmic DAAD a Bilbao, professor a la Universitat de Múnic i en escoles d'idiomes, ha dirigit cursos per a escriptors en col·laboració amb el Goethe-Institut i ha treballat com a lector en una editorial científica i a la revista mensual Fachdienst Germanistik. A més, ha col·laborat amb enciclopèdies de literatura i publicacions literàries.
Des del 2002 treballa com a periodista i crític literari. Ha publicat assajos sobre la literatura de l'època de Goethe, la literatura de l'exili 1933-1945 (Exilliteratur) i la literatura alemanya contemporània, i s'ha centrat en la literatura de la migració. Des del 2004, Klaus Hübner és secretari del premi Adelbert-von-Chamisso de la Fundació Robert Bosch.